# 情報処理
情報処理（じょうほうしょり、英: information processing）は、元の「情報」から、計算により加工・抽出などをおこない、別の形の情報を得る手続き（処理（プロセス））である。利用・活用が可能な付加価値を目的とすることが多いが、定義としてはそれが目的でなくてもいっこうにかまわない。日本語としては、情報処理学会設立前夜の頃、IFIP設立など国際的に意識が高まりつつあったInformation Processingの(直)訳として使われ始めた語である。
なお、いわゆる（軍事などの）諜報活動は en:Intelligence assessment であるが、意図的にか混同して「情報」の語を使っているらしき向きも見られる。

## 定義
法などでの定義としては、日本の情報処理の促進に関する法律（昭和45年法律第90号）の第2条第1項において、「情報処理」とは、電子計算機（計数型のものに限る。）を使用して、情報につき計算、検索その他これらに類する処理を行うことをいう。』（一部抜粋）という規定が見られる。ここで「計数型」と限っている理由は（「計数」とはディジタルの意）、アナログコンピュータ（アナログ計算機を参照）を除くためである。
このほかにも、日本では、日本工業規格 (JIS) の『情報処理用語－基本用語』 (Glossary of terms used in information processing－Fundamental terms)（規格番号: JISX0001、原版: ISO/IEC 2382-1） における定義や、各種の学会の定款などに含まれる定義などもある。

## 概要
多くの情報を高速に扱えることから「情報を加工する工程」におけるコンピュータの活用が現代では日常的に見られる。
日本においては、独立行政法人情報処理推進機構（IPA、旧・情報処理振興事業協会）や一般社団法人情報処理学会（IPSJ）などを通じて、情報処理に関する行事や情報処理にかかわる研究成果の発表なども行われている。また、日本には、国家試験として情報処理技術者試験も設けられており、情報処理を担う人材が形成されることの振興が図られている。
似た言葉に、英語のComputing （コンピューティング）や、Data processing（しばしばDPと略される）、日本語では「データ処理」がある。後者には大型コンピュータの時代の趣がある。情報処理をおこなうシステムを情報処理システムという。情報処理の技術を情報技術という。情報処理に関連する学術分野としては、計算機科学・情報科学・情報学・情報工学などがある。

## Information Processing という用語の由来
一般に Information Processing とは何らかの観測可能な形での情報の変化（処理）である。すなわち、岩の落下による位置情報の変化からデジタルコンピュータシステムによるテキストファイルの印刷まで、宇宙で起こるあらゆる事象を描写するプロセスである。テキストファイルの印刷の例で言えば、コンピュータは何らかのデジタル情報を紙の上の文書という形式に変化させる。情報が潜在的か明示的かは、あいまい度（equivocation; 送信側で送った情報の不確実な度合い）、散布度（dissipation; 受信側が受け取った内容を送信側が確認できない不確実性）、伝送情報量（transiformation; あいまい度から散布度を引いた量、すなわち保持された情報量）で定義される。
認知心理学では、Information Processing とは人間の思考を理解するという目標へのアプローチである。1940年代から1950年代に使われるようになった。このアプローチでは、認識を脳という「ハードウェア」上で「精神」という「ソフトウェア」が動作して処理しているものとみなす。心理学における Information Processing 的アプローチは、（完全に同義とは言えないが）心理学における認知主義や哲学における機能主義に密接に関連している。Information Processing は逐次的なモデルも並列的なモデルもあるし、集中的なモデルも分散的なモデルもある。並列分散処理モデルは1980年代中期にコネクショニズムとして一般化した。なお、そういった脳のモデルが提唱される以前の1950年代初期のことであるが、フリードリヒ・ハイエクが『ニューラルネットの原理を初めて提唱した科学者として「再発見」されている』と池田信夫は主張している。

## 情報処理に関する資格・試験
特に「情報処理」の名称を冠した資格・試験としては、次のものがある。
- 情報処理安全確保支援士（RISS）
情報処理の促進に関する法律（昭和45年法律第90号）に基づく経済産業省所管の国家資格。名称独占資格。情報処理安全確保支援士（RISS）の称号を使用して、政府機関や企業等における情報セキュリティ確保支援業務を実施する事が出来る。
- 情報処理技術者試験
情報処理の促進に関する法律（昭和45年法律第90号）に基づく経済産業省所管の国家試験であり、独立行政法人情報処理推進機構が実施している。試験は、業務の区分ごとに分かれており、ITパスポート試験（iパス）や基本情報技術者試験（FE）など10以上の種類がある。
- 情報処理活用能力検定 （J検）
財団法人専修学校教育振興会が主催・実施していた。前身の試験は、情報処理能力認定試験である。かつては、社会教育法（昭和24律第207号）の第3条に基づく形の「青少年及び成人の学習活動に係る知識・技能審査事業」として文部科学省が認定していた。現在は文部科学省後援の情報活用試験および情報システム試験に引き継がれている。主な受験者層は高校生や専門学校生などで、国家資格の基本情報技術者試験（FE）の前哨戦と位置付けられている。
- 情報処理技能検定試験
日本情報処理検定協会が主催・実施している。
- 全商情報処理検定
全国商業高等学校協会（全商）が主催・実施している。主に商業高校の生徒が受験する。
- 情報処理技術者能力認定試験
株式会社サーティファイが主催・実施している。主に情報処理関係の専門学校の学生の受験者が多い。国家資格の基本情報技術者試験（FE）の前哨戦と位置付けられている。

## 誌名
情報処理学会の学会誌の名称は『情報処理』である。

## 注
1. ↑  (PDF)情報処理学会50年誌 第1編 1章 1.1 より
2. ↑  機械式計算機と区別して「電子式計算機」を「コンピュータ」とする流儀が過去の一時期にあり、そのため機械式アナログ計算機に対して電子式アナログ計算機を「アナログコンピュータ」としたことがあった。いずれにしてもアナクロな用語法である。ICが発達した以降は単にオペアンプと呼ばれ近年ではブラックボックス的に扱われることも多いが、真空管時代には設計も製造も使用法も大変な装置であった。
3. ↑  JIS X 0001（日本産業標準調査会、経済産業省）
4. ↑  http://ikedanobuo.livedoor.biz/archives/51292634.html